# 四海乡
四海乡，是中華人民共和國四川省鄰水縣曾经下辖的一个乡。2019年12月，撤销四海乡，将所属行政区域划归合流镇管辖。

## 行政区划
四海乡撤销前下辖以下地区：
大沟村、大塘村、骑龙村、金星村、方竹村、磺厂村和四海村。